# Spinocalanus elongatus
Spinocalanus elongatus är en kräftdjursart som beskrevs av Brodsky 1950. Spinocalanus elongatus ingår i släktet Spinocalanus och familjen Spinocalanidae. Inga underarter finns listade i Catalogue of Life.